# Castell d'Amposta
El desaparegut castell d'Amposta era un castell de la vila d'Amposta, actualment un jaciment arqueològic declarat bé cultural d'interès nacional.

## Descripció
El recinte de l’antic castell s'emplaça dintre el nucli urbà d'Amposta, a la confluència entre la plana deltaica i la terrassa quaternària de l'Ebre, en un punt que la darrera forma un sortint prominent sobre l’aigua. El riu li feia de defensa natural als costats nord i oest, i als costats sud i est es va excavar per a la defensa un sistema de doble fossat sec concèntric en forma de lletra L amb el riu als seus dos extrems, generant dos recintes separats i aïllats, el recinte principal i un recinte entre fossats.

Del recinte principal es conserva en un dels llenços que mira al riu, quasi a nivell d’aigua i envoltat per restes de mur, un arc cec ogival d'estil gòtic fet de dovelles i una alçada que supera els sis metres, que tenia funció de suport de l’emmurallament medieval. També es conserven al costat de l'entrada i adossades a la muralla andalusina sis estances alineades i semisoterrades del segle XIV-XV bastides amb carreus de pedra sorrenca i grans lloses de pedra al terra. Segurament l'avituallament i el pagament de delmes en espècies requerí la construcció d’espais soterrats per a emmagatzematge. A la part est del recinte, contra el riu i separada per un tercer fossat que l’aïllava de la resta del recinte formant un recinte independent, s’emplaçava la zona noble del castell anomenada Celòquia, objecte d'una reconstrucció conceptual contemporània.

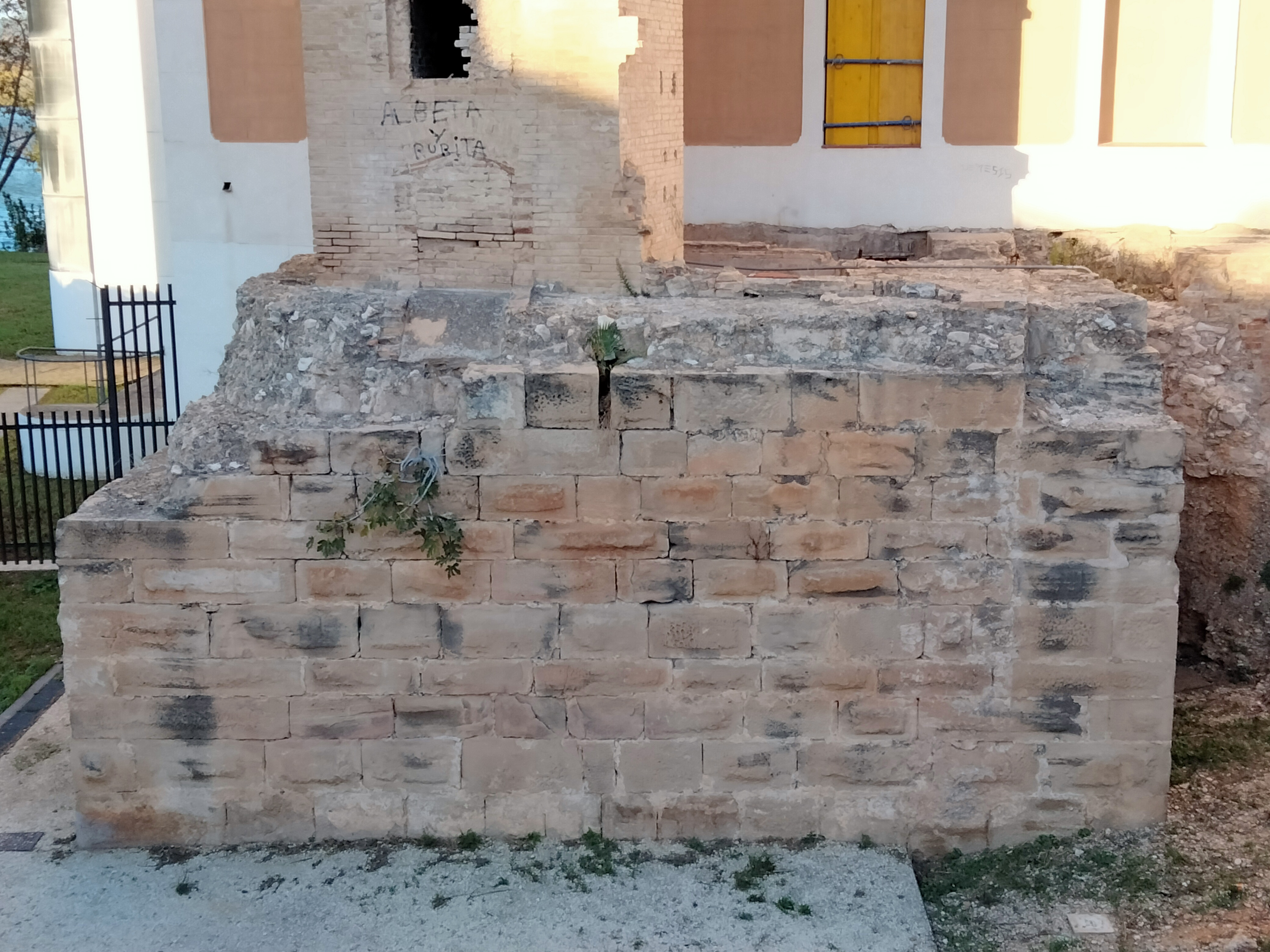
Base de la torre de Sant Joan, sota la xemeneia del molí de Cercós

La porta principal, que menava a la vila, l'actual nucli antic d'Amposta, estava protegida per una torre situada al recinte entre els dos fossats de la qual es conserva el seu basament, anomenada de l'Hospital. El primer fossat discorria per on actualment transcorre el canal i el carrer del Fossat, desembocant aproximadament on actualment s'emplaça la pilastra del pont penjant. El segon fossat, datat del segle x, està excavat a la roca conglomerada i té una profunditat aproximada de 6 metres i una amplada aproximada d'11 metres, que s'estreny a mesura que s'apropa al riu. A l'escarpa es conserva el pas de ronda, d'1,40 metres d'amplada, que discorre entre la muralla i el talús del fossat. Al punt on s'unien els dos fossats hi havia la torre de Sant Joan, les restes de la qual actualment fan de basament del fumeral del molí arrosser de Cercós. Bastida entre finals del segle xiv i la primera meitat del segle xv, només es conserven aproximadament 5 metres d'alçada i presenta una planta rectangular d'11,75 per 9,20 metres, i murs de 2,40 metres d'amplada, fets de carreus encoixinats i argamassa.
El castell d’Amposta representa un cas únic dins l’arquitectura de les ordes militars a l’àmbit de l’Ebre. Al contrari que els castells de Miravet i Ulldecona, no ocupa un punt elevat i, per tant, no presenta la clàssica estructura de recinte jussà i recinte sobirà. El castell d’Amposta està bastit sobre una terrassa fluvial i confia la seva inexpugnabilitat als fossats, d’aquí la seva potència i complexitat. Tanmateix, sí que comparteix d’altres aspectes amb la resta de castells ebrencs, com ara la mínima conservació de restes andalusines, però no es documenta un reaprofitament de les seves estructures.

## Història
Les restes arqueològiques documentades més antigues són un petit llenç de muralla i diverses sitges d'època ibèrica. També s'evidencia presència andalusina durant el segle x, en aquell moment segurament una ocupació amb funcions de vigilància, que també servia de refugi en cas de perill per a la població dispersa.
El castell és citat documentalment per primer cop el 1097, fent referència a la infeudació del terme d'Amposta feta pel comte Ramon Berenguer III a favor del comte Artal de Pallars, amb la finalitat que hi bastís un castell, però no és clar si Ramon Berenguer III arribà a ocupar de manera eficient i duradora Amposta en el seu intent de conquerir Tortosa. Després de la conquesta del terme d'Amposta per Ramon Berenguer IV, el cedeix l'any 1150 a l'Orde de l'Hospital de Sant Joan de Jerusalem, creant-se la comanda d'Amposta, que donarà nom al priorat com a Castellania d'Amposta.

Els santjoanistes feren tabula rasa i plantejaren una construcció on la pedra, material ric i costós, és part integrant del discurs de victòria i la representació simbòlica del nou poder feudal. El castell d’Amposta degué construir-se sota l’influx de l’arquitectura militar de les fortificacions croades orientals. Com a castell de frontera, el castell d’Amposta es degué convertir en un punt de referència en la identitat de l'orde santjoanista, dominadora d’un ampli territori, com demostra el fet que el nou priorat adoptés el nom de Castellania d’Amposta. En el document de donació del lloc d’Amposta, el rei féu entrega de 2.000 maravedisos per a la construcció de la casa dels santjoanistes, a més els hi cedí l’explotació dels prats i els boscos del terme de Tortosa per tal d’extreure tota la llenya necessària per a la construcció de les seves cases, per tant, sembla innegable que es mobilitzaren molts recursos econòmics per a la construcció del nou castell.

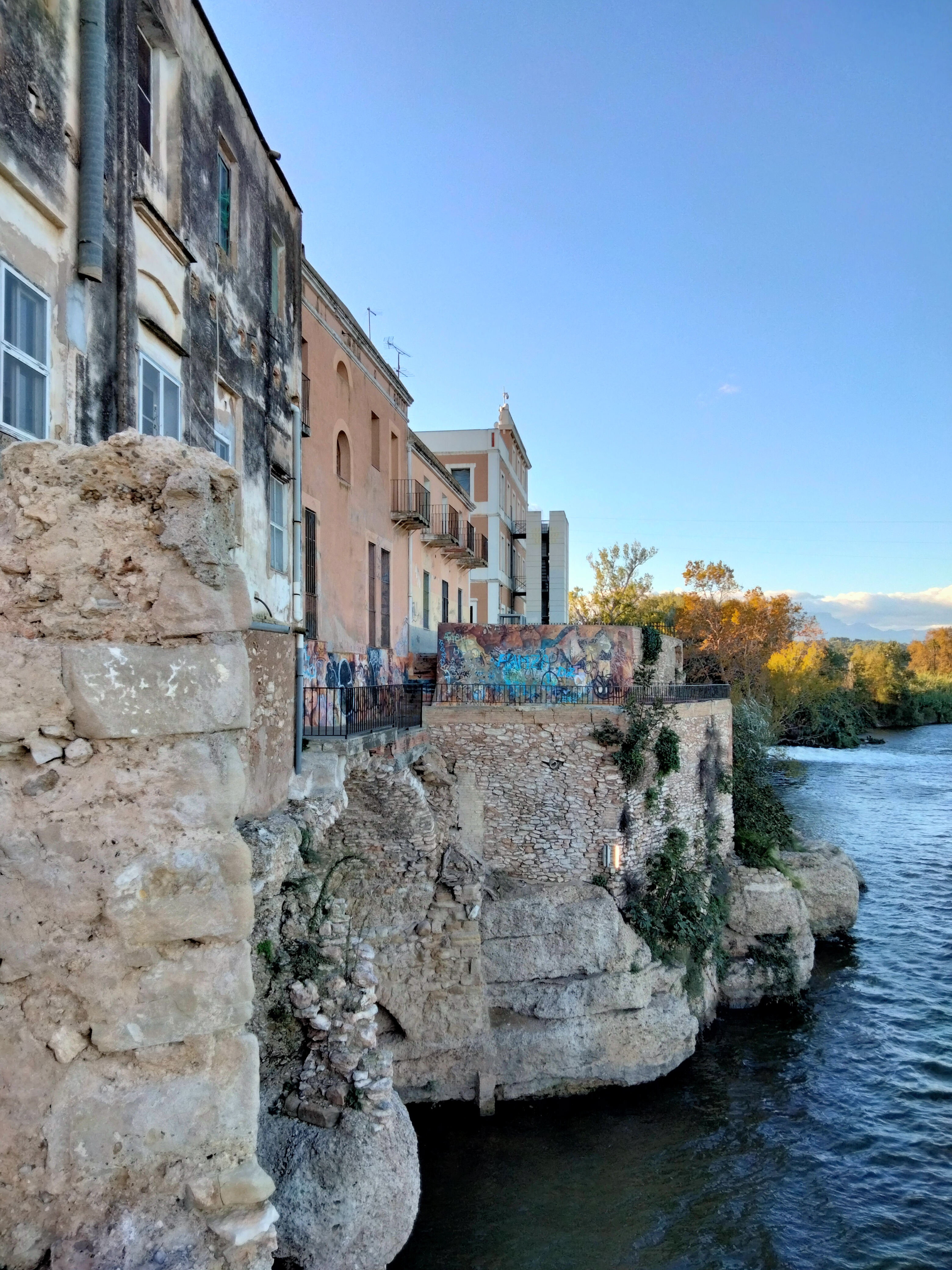
Muralla fluvial del castell d'Amposta, rere l'edifici d'habitatges del molí de Cercós.

Al 1280 Amposta passa a domini reial per mitjà d'una permuta del rei Pere el Gran amb els hospitalers per les viles d'Onda i Gallur, encara que el priorat mantindrà el nom. La permuta responia als interessos de la corona, que veia la necessitat d’incorporar el territori d'Amposta als seus dominis per tal de controlar amb aquest lloc fortificats el pas del riu i la seva sortida a la mar, però sobretot a la possible utilització de Port Fangós per a la seva expansió mediterrània. Amb el canvi del domini, el castell va ser remodelat. A l'interior es van aixecar edificacions adossades a la muralla que tancaven un pati d'armes. A la muralla exterior es van construir noves torres i també es van reforçar els paraments de la muralla del riu.
De primer moment, el rei donà el castell en feu a Pere de Sanaüja, ciutadà de Lleida, i des d’aleshores el castell fou objecte freqüent de disputes entre el poder local, la corona i la ciutat de Tortosa; i en determinats períodes, el castell va pertànyer a Tortosa degut a l’elevat valor estratègic de la seva posició, tant per la protecció de Tortosa, ja que d’ell depenia les comunicacions de la ciutat per via marítima, com de control de la costa i el pas del riu Ebre.
Al segle XIV, pren relleu la figura dels alcaids en la custòdia i defensa del castell; rebran a canvi un sou i seran nomenats pel rei, i de vegades per l’oligarquia tortosina. L'any 1384, el castell passa a mans de l'orde de Sant Jordi d'Alfama, per concessió del rei Pere III.
Durant la guerra civil catalana, el castell es troba una altra vegada sota control de Tortosa, que estava posicionada contra el rei Joan II, jugant un paper molt important en la defensa d’aquesta ciutat, motiu pel qual s'inicià el 2 d'octubre de 1465 un aferrissat setge fluvial i terrestre per part de l'exèrcit reial comandat pel príncep Ferran, que malgrat els ajuts de la ciutat tortosina, va acabar amb la capitulació del castell, defensat pel capità Pere de Planella, el 21 de juny de 1466.
Després de la guerra, el castell d’Amposta fou donat pel rei Joan a un noble navarrès, Pere de Peralta, en compensació pels serveis prestats; aquest noble cedí part dels seus drets a l’arquebisbe de Saragossa. A partir del 1470, la ciutat de Tortosa intenta aconseguir el castell i les seves rendes per mitjà de l’arrendament a fi de reforçar el control del nus comercial de l’Ebre i la Mediterrània.
A conseqüència dels danys soferts durant el setge de la guerra civil, i posteriorment en diverses ràtzies piràtiques durant la primer meitat del segle XVI, el castell acaba en estat de ruïna i s'acaba abandonant, pel que es decidí emprar la seva pedra per bastir altres construccions, tal com documenta la sol·licitud per treure pedra concedida a l'abat de Benifassà.